# 松井魁
松井 魁（まつい いさお、1910年12月30日 - 1987年8月19日）は、日本の魚類学者。
山口県新南陽市（現周南市）生まれ。1934年水産講習所（現・東京海洋大学）増殖学科卒。水産講習所助教授、1946年第二水産講習所教授、1952年「日本産鰻の形態及び生態に関する研究」で京都大学理学博士、下関水産科学賞受賞、水産学会賞、1953年小野臨湖実験場長、1954年日本農学会賞受賞、1971年水産大学校長、1975年下関水族館顧問。1976年宇部短期大学学長。1983年勲三等旭日中綬章受勲、主として鰻を研究し、随筆も書いた。

## 著書
- 『随筆うなぎの旅』実業之日本社 1961
- 『うなぎの本』丸ノ内出版 1971 のち柴田書店
- 『鰻学 生物学的研究篇』恒星社厚生閣 1972
- 『鰻学 養成技術篇』恒星社厚生閣 1972
- 『書誌学的水産学史並びに魚学史』宇部短期大学 1983 のち鳥海書房
- 『伝説と幻を秘めた人魚』私家版、1983
- 『鮎 ものと人間の文化史』法政大学出版局 1986

## 論文
- Cinii

## 注
1. ↑  『人物物故大年表』
2. ↑  『現代日本人名録』1987年